# Franco Ceraolo
Franco Ceraolo (Cerveteri, 3 maggio 1955) è uno scenografo italiano.

## Biografia

### La formazione
Giovanissimo si trasferisce a Roma per frequentare il I Liceo Artistico di Roma. Tra i suoi insegnanti ci sono artisti quali, Piero Guccione e Nicola Carrino attualmente Direttore dell'Accademia di San Luca. 
La città gli offre l'opportunità di frequentare assiduamente le molte sale dei cine-club all'epoca molto attive. Già in questi primi anni di formazione inizia ad approfondire i differenti mezzi di comunicazione audiovisiva e quasi in forma naturale approda alla fotografia da autodidatta. È proprio con la fotografia che inizia le prime esperienze espressive lavorando come freelance per vari quotidiani romani. Nel 1974 realizza un reportage fotografico sui bambini delle baraccopoli romane. Le sue immagini vengono pubblicate dal quotidiano Paese Sera ed esposte in una mostra fotografica alla Festa de l'Unità della Regione Lazio nel 1974. Dopo il Liceo Artistico frequenta per un anno il Corso di Abilitazione all'Insegnamento delle Arti Visive e Storia dell'Arte per le Scuole Medie Superiori ed inizia l'insegnamento temporaneo in alcune scuole di Roma e Provincia.
Si iscrive al corso Scenografia della Accademia di belle arti di Roma. Il suo maestro è Toti Scialoja il quale sarà determinante nel suo percorso artistico come lo fu già per artisti quali Mario Ceroli, Pino Pascali e Jannis Kounellis. Tra i suoi colleghi di corso figurano quei giovani artisti che alcuni anni dopo daranno vita alla Nuova Scuola Romana tra i quali spiccano Marco Tirelli, Nunzio Di Stefano, Bruno Ceccobelli, Domenico Bianchi e Gianni Dessi. Proprio con questi ultimi tre artisti, collabora all'esordio della compagnia teatrale La Gaia Scienza fondata da Giorgio Barberio Corsetti con lo spettacolo La rivolta degli oggetti da Vladimir Majakovskij (Teatro Beat '72 – Roma –aprile 1976)
In questi anni allarga il suo orizzonte nella la conoscenza del mezzo audiovisivo dedicandosi al montaggio cinematografico e collabora come assistente con la montatrice Lilly Liguori. 
Pubblica per la rivista mensile di cinema e teatro Ombre rosse alcune recensioni e interviste di giovani autori cinematografici indipendenti. Nel 1976 pubblica per Dimensione A, periodico mensile dell'ARCI (Associazione Ricreativa Culturale Italiana) un reportage fotografico dal titolo Operai e Tempo Libero nella Torino della Fiat. 
Nel 1977 e 1978 viene inviato in qualità di critico alla Rassegna Internazionale del Cinema Indipendente di Olbia. 
Non ancora terminato il corso accademico si trasferisce dal 1979 al 1981 a Città del Messico dove frequenta la Scuola Superiore di Cinematografia C.C.C. -Centro de Documentatiòn Cinematografica. Contemporaneamente collabora con l'Istituto Italiano di Cultura di Città del Messico in occasione di vari eventi destinati a promuovere e diffondere le arti visive italiane contemporanee.
Tornato in Italia, termina il suo corso accademico con il maestro Toti Scialoja e riprende l'insegnamento temporaneo in varie scuole della Provincia di Roma. Nel 1982 è chiamato dalla Regione Lazio per curare un ciclo di seminari e proiezioni in vari Licei della capitale dal titolo Introduzione al linguaggio cinematografico.
Inizia i primi approcci con il cinema, realizzando le scenografie per film sperimentali a basso costo.
Nel 1983 partecipa al Concorso Nazionale a Cattedre e vince la Cattedra per l'Insegnamento del Disegno e Storia dell'Arte per gli Istituti Superiori alla quale però dovrà rinunciare per dedicarsi a tempo pieno alla professione di scenografo cinematografico e teatrale. Lo stesso accade nel 1995 quando dovrà declinare a causa dei suoi continui impegni cinematografici all'incarico di docenza per la Cattedra dell'Accademia di Belle Arti di Roma per il Corso di Scenografia.

### La carriera cinematografica
Inizia i suoi primi approcci con il cinema realizzando le prime scenografie per film a basso costo.
Inizia definitivamente la sua carriera con Luciano Ricceri nel film Ballando ballando di Ettore Scola.
Dal 1984 instaura una duratura e proficua collaborazione con il Premio Oscar Dante Ferretti, che si conclude nel 1996. Nell'arco di questi anni alterna la sua collaborazione con Ferretti firmando scenografie per il cinema e per il teatro in produzioni minori. Ma è proprio grazie al sodalizio con Dante Ferretti che ha l'opportunità di collaborare come art director con maestri del cinema mondiale quali Federico Fellini in Ginger e Fred (1985) e La voce della luna (1990), Jean Jacques Annaud in Il nome della rosa (1986), Franco Zeffirelli per Hamlet, candidato all'Oscar alla migliore scenografia nel 1991- e Kundun di Martin Scorsese anch'esso candidato all'Oscar alla migliore scenografia nel 1998. 
Ha inoltre collaborato con il Premio Oscar per la scenografia Ferdinando Scarfiotti.
Nel 1996 conclusasi la sua collaborazione con Ferretti definitivamente assume il ruolo di scenografo firmando film di grande successo tra i quali spiccano I cento passi (2000) e La meglio gioventù (2003) entrambi del regista Marco Tullio Giordana.
Ha inoltre curato le scenografie di oltre 30 pubblicità televisive e l'allestimento di alcune esposizioni e mostre e realizzato la progettazione di interni di decine di case tra Roma, Milano, Siena e Palermo.

## Filmografia

### Scenografo
- Un gusto molto particolare, regia di Giorgio Molteni - 1982
- Un ragazzo come tanti, regia di Gianni Minello – 1982 (Premiato nel 1986 con il Globo d'oro alla miglior opera prima)
- Storie di Marco, regia di Gianni Minello - 1983
- Cento giorni a Palermo, regia di Giuseppe Ferrara - 1983
- Montecarlo Gran Casinò, regia di Carlo Vanzina - 1987
- Via Paradiso, regia di Luciano Odorisio - 1989
- Capitan Cosmo, regia di Carlo Carlei - 1991
- La corsa dell'innocente, regia di Carlo Carlei – 1992 (Candidato nel 1994 al Golden Globe per il miglior film straniero)
- Red rain, regia di Bruce Spencer - 1994
- La tenda nera, regia di Luciano Manuzzi – 1996
- Lui e lei (serie tv) regia di Luciano Manuzzi - 1997
- La strada segreta, regia di Claudio Sestieri - 1998
- Lui e lei II (serie tv) regia di Luciano Manuzzi - 1999
- Vola Sciù Sciù, regia di Joseph Sargent - 2000
- I cento passi, regia di Marco Tullio Giordana – 2000 - (Candidato nel 2001 al Golden Globe per il miglior film straniero)
- Il processo regia di Luciano Manuzzi – 2001
- Compagni di scuola (serie tv) regia di Tiziana Aristarco - 2001
- Stiamo bene insieme (serie tv) regia di Elisabetta Lodoli e Vittorio Sindoni - 2002
- La meglio gioventù, regia di Marco Tullio Giordana – 2003 (Premiato nel 2003 al Festival di Cannes nella sezione Un Certain Regard- Candidato nel 2004 al Premio David di Donatello per il miglior scenografo)
- A luci spente, regia di Maurizio Ponzi - 2004
- Passo a due, regia di Andrea Barzini - 2006
- Azione civile (serie tv) regia di Andrea Barzini - 2007

### Aiuto scenografo
- Ballando ballando, regia di Ettore Scola - 1983
- Il futuro è donna, regia di Marco Ferreri - 1984
- Tutti dentro, regia di Alberto Sordi - 1984
- Il ragazzo di campagna, regia di Castellano e Pipolo - 1985
- Lui è peggio di me, regia di Enrico Oldoini - 1985
- Ginger e Fred, regia di Federico Fellini – 1986 (Premiato con il Nastro d'argento alla migliore scenografia)
- Il nome della rosa, regia di Jean-Jacques Annaud -1986 (Premiato con il David di Donatello per il miglior scenografo-e il Nastro d'argento alla migliore scenografia)
- Il segreto del Sahara, regia di Alberto Negrin - 1988
- Grandi magazzini, regia di Castellano e Pipolo - 1988
- Leviathan, regia di George Pan Cosmatos - 1989
- La voce della Luna, regia di Federico Fellini – 1990 (Premiato David di Donatello per il miglior scenografo)
- Il tè nel deserto, regia di Bernardo Bertolucci – 1990
- Hamlet, regia di Franco Zeffirelli – 1990 (Candidato nel 1991 al Premio Oscar alla migliore scenografia)
- S.P.Q.R. 2000 e ½ anni fa, regia di Carlo Vanzina - 1994
- Kundun, regia di Martin Scorsese – 1997 (Candidato nel 1998 al Premio Oscar alla migliore scenografia)

## Teatro e lirica
- La rivolta degli oggetti, regia di La Gaia Scienza – Teatro Beat '72 – Roma-1975
- Le quattro stagioni, regia di Lauro Versari – Teatro Belli-Roma-1982
- Eliogabalo, regia di Antonello Mauri – Teatro Belli-Roma-1983
- Pagliacci, regia di Franco Zeffirelli –Teatro dell'Opera di Roma - 1992
- Don Carlo, regia di Franco Zeffirelli- Teatro alla Scala- Milano-1993

## Allestimenti mostre
- American Art in Italian Private Collections a cura di Marta Boyden - American Academy in Rome - 1994
- Ellipsis performance con Ginzel-Jons-Campion - Acquario Romano – Roma 1995
- Cento Anni del Cinema Italiano – Cinecittà- Roma – 1995
- Kalachakra a cura del Monastero Namgyal di Dharamsala- San Michele -Roma – 1996
- Il Museo del Mondo di Athanasius Kircher a cura di Eugenio Lo Sardo–Palazzo Venezia-Roma 2001
- SOGEI - convention – Cinecittà – Roma – 2003
- Cinecittà Days – mostra itinerante – Italia 2004